# José de Mendoza y Ríos
José (Josef o Joseph) de Mendoza y Ríos (Sevilla, 29 de enero de 1761 – Brighton, 4 de marzo de 1816) fue un astrónomo y matemático español del siglo XVIII, famoso por sus obras en el campo de la navegación y la astronomía náutica.

## Biografía
En 1787 publica su primera obra, su tratado sobre las ciencias y técnicas de navegación en dos tomos, obra de referencia de la época. Tras ello propone la creación de la biblioteca marítima, ubicada en Cádiz, que con el tiempo se convertiría en el Depósito Hidrográfico de la marina.
También publicó varias tablas empleando el método del semiverseno (de su invención), para facilitar los cálculos de astronomía náutica y navegación. Orientadas principalmente al cálculo de la latitud de un buque en el mar por medio de dos alturas del Sol y el tiempo transcurrido entre ellas, y a la obtención de la longitud por el método de las distancias lunares.
En el campo de los instrumentos náuticos, perfeccionó el círculo de reflexión de Borda. En 1816, fue elegido miembro extranjero de la Real Academia Sueca de Ciencias.
Como hecho curioso sobre el método de cálculo de aquella época, mientras redactaba la última edición de sus famosas Tablas lunares, en 1815 (diez meses antes de morir ahogado en Brighton), escribió una carta al general Espinosa y Tello (un buen amigo suyo), donde decía textualmente: "... tengo entre manos Trabajos de tal envergadura que no me dan abasto dos calculistas, Tomaré cuatro o cinco calculistas más a mi regreso a Londres ... " 

## Obras

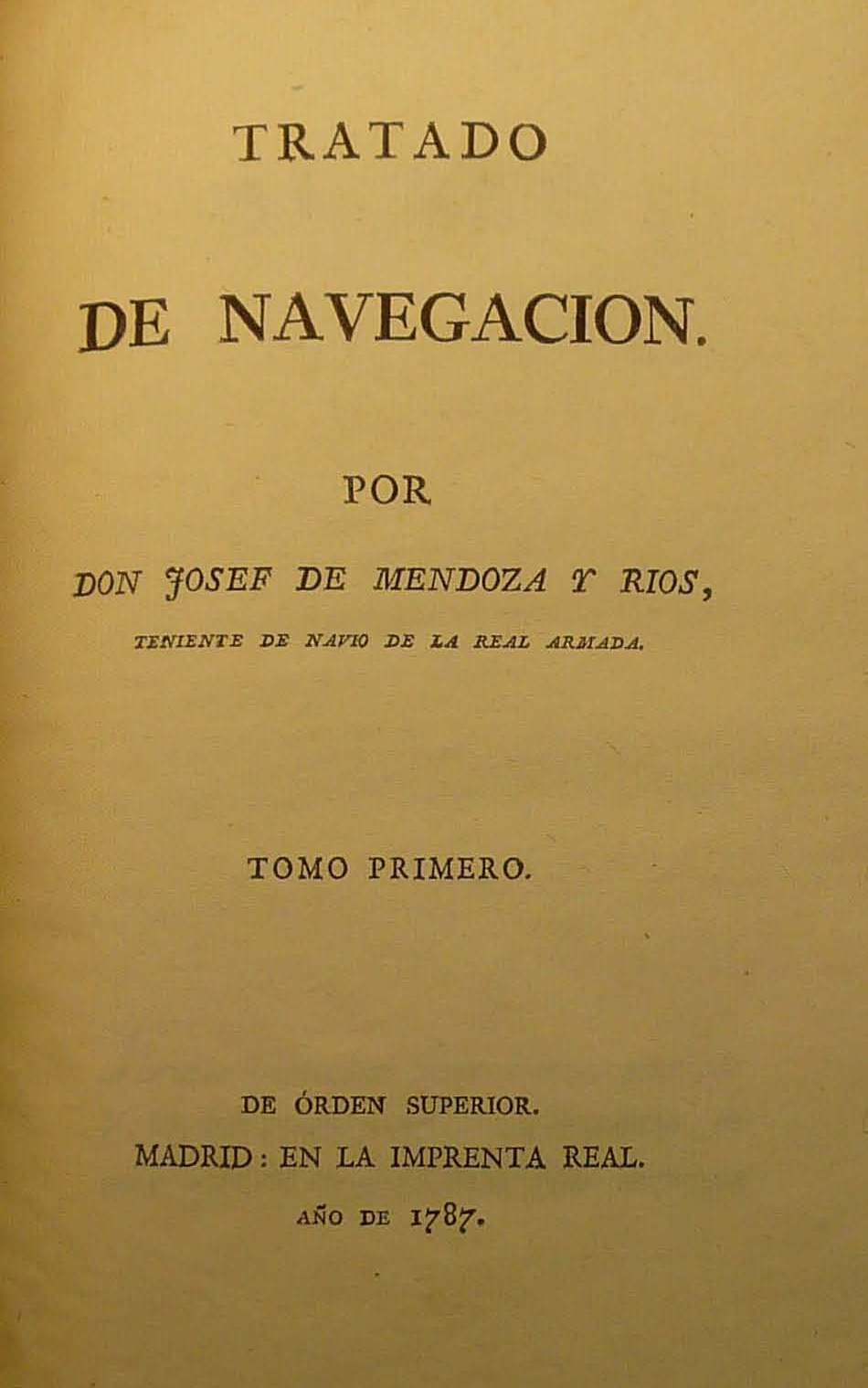
Tratado de Navegación. Tomo primero.

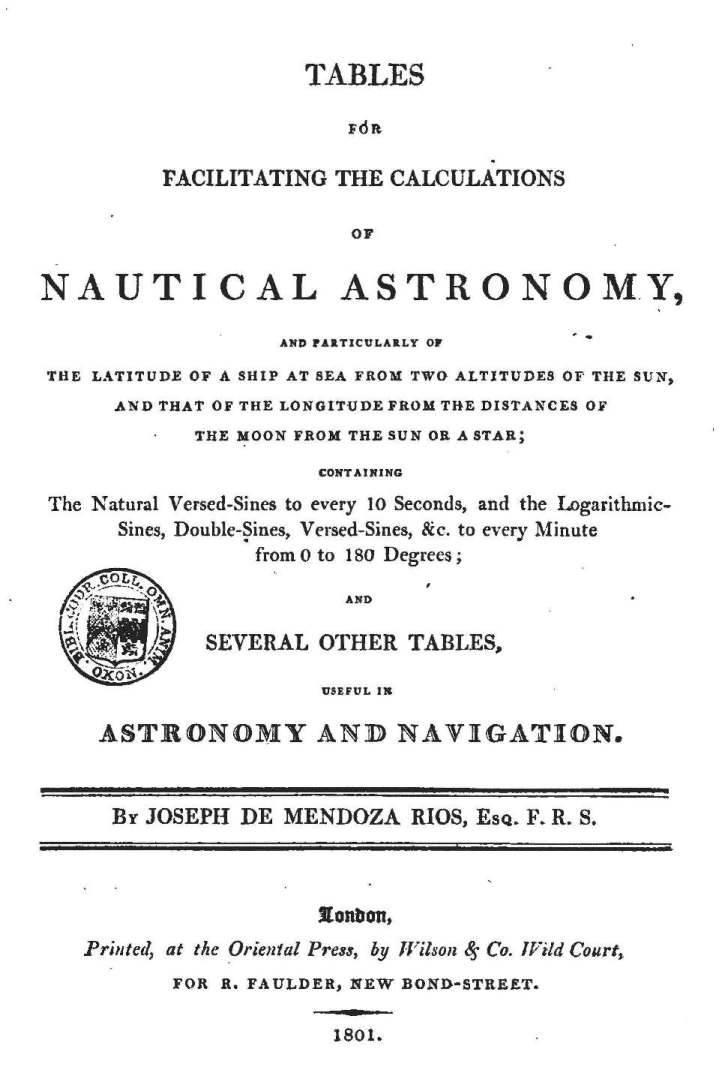
Tables for facilitating the calculations of nautical astronomy.

- Tratado de Navegación. Tomo I y tomo II, Madrid, Imprenta Real, 1787.
- Memoria sobre algunos métodos nuevos de calcular la longitud por las distancias lunares. Madrid, Imprenta Real, 1795.
- Colección de tablas para varios usos de la navegación. Madrid, Imprenta Real, 1800. (Traducida al inglés al año siguiente).
- Table des latitudes croissantes Connoissance des Temps… pour l’annee comune 1793 (1791): 303.
- Mémoire sur la methode de trouver la latitude par le moyen de deux hauteurs du soleil, del’intervalle de tems écoule entre les deux observations, et de la latitude estimée. Connoissance des Temps pour l’année comune 1793 (1791): 289-302.
- Mémoire sur la méthode de trouver la latitude par le moyen de deux hauteurs du soleil, de l'intervalle de temps écoulé entre les deux observations et de la latitude estimée, … [Paris], [S.I.], [1793].8°, 14 p. et planche.
- Memoire sur le calcul de la longitude en mer, par les distances de la lune au soleil et aux étoiles. Connaissance des Temps… (1796-1797): 258-284.
- Recherches sur les solutions des principaux problemes de l'astronomie nautique. Philosophical Transactions, 87 (1797): 43-122.
- Recherches sur les solutions des principaux problemes de l´astronomie nautique. London, [S.I.], 1797.4º, 4 + 85 p.
- Tables to correct the observed altitudes of the sun, moon and the stars. London, [S.I.], [1801]4º, 92 p.
- On an improved reflecting circle. Philosophical Transactions, 91 (1801): 363-374.
- On an improved reflecting circle London, W. Bulmer, 1801.4º, 14 p.
- Tables for facilitating the calculations of nautical astronomy, and particularly of the latitude of a ship at sea from two altitudes of the sun, and that the longitude from the distances of the moon from the sun or a star, and particularly of the latitude of a ship at sea from two altitudes of the sun, and that of the longitude from the distances of the moon from the sun or a star; containing the natural versed – sines to every 10 seconds, and the logarithmic-sines, double-sines, versed-sines, &c. to every minute from 0 to 80 degrees; and several other tables, useful in astronomy and navigation. London, R. Faulder, 1801. 4º, 8 + 311 + 77 p. Appendix, containing tables for clearing the apparent distances of the moon from the sun or a star, from the effects of parallax and refraction. By H. Cavendish: 77 p. at end.
- A complete collection of tables for navigation and nautical astronomy, with simple, concise and accurate methods for all the calculation useful at sea; particularly for deducing the longitude from lunar distance, and the latitude from two altitudes of the sun and the interval of time between the observations. London, printed by T. Bensley, sold by R. Faulder, etc., 1805. Folio, 12 + 47 + 670 p. + 1 h.
- A Complete Collection of Tables for Navigation and Nautical Astronomy. With simple, concise and accurate methods for all the calculation useful at sea. Connaissance des Temps… pour l’an 1808 (1806): 443-447.
- A Complete Collection of Tables for Navigation and Nautical Astronomy. With simple, concise and accurate methods for all the calculation useful at sea; particularly for deducing the longitude from lunar distance, and the latitude from lunar distance, and the latitude from two altitudes of the sun and the interval of time between the observations. 2nd ed. improved. London, T. Bensley, 1809. 4º, 6 p. + 1 h. + 604 p. + 58 p. + 1 h.
- Tables for facilitating the calculation of nautical astronomy. London, 1812.
- Forms for the ready calculation of the longitude... with the Tables published by Joseph de Mendoza Ríos. London, Black, Parry, & Co, 1814.4º, [76] + [2] p.